# Andrea Maggi (scrittore)
Andrea Maggi (Pordenone, 30 gennaio 1974) è un docente, scrittore e personaggio televisivo italiano.
Ha debuttato assumendo il ruolo di insegnante di italiano e latino (successivamente educazione civica) nel docu-reality di Rai 2 Il collegio, ricoperto in tutte le edizioni.

## Biografia

### Infanzia e gioventù
Nato a Pordenone, cresciuto tra Friuli-Venezia Giulia e Veneto, studia al liceo classico Leopardi. In seguito frequenta l'Università degli Studi di Trieste, alla facoltà d'ingegneria, per poi cambiarla poco dopo.
Nel febbraio del 1999 si laurea in Lettere e filosofia e si dedica inizialmente al giornalismo, scrivendo soprattutto per Il Gazzettino. Nel 2004 inizia la sua carriera scolastica come insegnante di Lettere.

### La carriera letteraria eIl Collegio
Inizia a muovere i primi passi nel mondo letterario nel 2010, partecipando al torneo IoScrittore, il primo nel suo genere indetto on line dal Gruppo editoriale Mauri Spagnol, riuscendo a classificarsi tra i primi trenta finalisti con l'e-book Apollofane e il reduce di guerra. Quattro anni dopo pubblica il romanzo Morte all'acropoli, tradotto anche in spagnolo e distribuito in Spagna e America Latina, vincendo anche il Premio letterario Massarosa.
Nel 2017, debutta sul piccolo schermo con il docu-reality di Rai 2 Il collegio, nel ruolo di professore di italiano, latino ed educazione civica.
Grazie al suo carattere intransigente e alla sua sensibilità verso i giovani, diviene il professore più riconfermato del fortunato docu-reality, partecipando a tutte le edizioni.
(Andrea Maggi, Messaggero Veneto)
Nel mentre continua la propria carriera letteraria e, dopo la pubblicazione di altri due romanzi storici, Il sigillo di Polidoro e Niente tranne il nome, inizia a cimentarsi in libri per ragazzi pubblicando, nel 2019, il libro Guerra ai prof! Leonardo Damiani e il miracolo di suor Bernardina, presentato l'11 giugno presso la libreria Feltrinelli Ravegnana. Seguito dal libro Educhiamoli alle regole.
Durante il lockdown del 2020, pubblica poi l'instant book Insegnare ai tempi del coronavirus; mentre il 30 ottobre 2022 vince il Premio di Letteratura Città di Como - Sezione Bambini e Ragazzi, con il romanzo Storia di amore e di rabbia.
Ad inizio 2023 entra a far parte del cast del programma di Rai 3 Splendida cornice, in qualità di curatore della rubrica di grammatica e ortografia.

## Programmi TV
- Il collegio (Rai 2, 2017-2023)
- Soliti ignoti (Rai 1, 2021)  Concorrente
- Quelli che (Rai 2, 2021)  Ospite
- Splendida cornice (Rai 3, 2023)  Ospite fisso
- La fisica dell'amore (Rai 2, 2024) Ospite

## Opere
- Apollofane e il reduce di guerra, Io Scrittore, 2010, ISBN 9788897148043
- Morte all'Acropoli: Le indagini di Apollofane, Milano, Garzanti, 2014, ISBN 9788811687443
- Il sigillo di Polidoro, Milano, Garzanti, 2015, ISBN 9788811684961
- Niente tranne il nome, Milano, Garzanti, 2017, ISBN 9788811673675
- Guerra ai prof! Leonardo Damiani e il miracolo di suor Bernardina, Milano, LaFeltrinelli, 2019, ISBN 9788807910524
- Educhiamoli alle regole, Milano, LaFeltrinelli, 2019, ISBN 9788807091353
- Insegnare ai tempi del Coronavirus: Come fare il professore durante la pandemia, Casale Monferrato, Edizioni Piemme, 2020, ISBN 9788858524435
- Conta sul tuo cuore, Giunti, 2021, ISBN 9788809896635
- Il cuore indocile - Come amare Manzoni ai tempi della trap, Piemme Edizioni, 2021, ISBN 9788856679670
- Tutti promossi! I trucchi del prof per sopravvivere alla scuola, Feltrinelli, 2021, ISBN 978-8807923531
- Storia di amore e di rabbia, Giunti Editore, 2022, ISBN 9788809960725